# 毛罗乔
毛罗乔，是匈牙利巴兰尼亚州所辖的一个村。总面积11.38平方公里，总人口95，人口密度8.3人/平方公里（2011年1月1日）。